# 무히딘 야신
무히딘 야신(말레이어: Muhyiddin Yassin, 1947년 5월 15일~)은 말레이시아의 정치인으로, 제8대 말레이시아의 총리(Perdana Menteri Malaysia)이다.
2020년 2월 29일에 말레이시아의 양 디페르투안 아공에 의해 총리로 임명되었고 2020년 2월 24일에 마하티르 빈 모하맛의 예기치 못한 사임 후 2020년 3월 1일에 선서되었다.
2009년부터 2015년까지 말레이시아의 부총리, 2009년부터 2016년까지 Barisan Nasional (BN) 연합의 주요 구성 요소 인 연합 말레이 국가기구 (UMNO)의 Barisan Nasional 부대표를 역임했다. 제10대 부총리이자 교육부 장관이었고, Parti Pribumi Bersatu Malaysia(PPBM)의 총수이다.
조호르주 무어(Muar)에서 자랐으며, 대학 졸업 이후 주립 공공기관에서 활동하였다. 이후 다양한 국영 기업에서 일하였다. 1970년대에 정계에 입문하였고, 1978년 파고흐의 국회의원으로 선출되었다. 재임 중 부연방장관과 부산업장관을 임명하기도 했다. 조호르 UMNO의 대표로서, 1986년부터 1995년까지 조호르의 장관을 재임했다.
1995년 연방정부에 복귀했으며, 내각의 청년 장관 및 체육부 장관으로 임명되었다. 그는 1999년 총선 이후 국내무역 장관 및 소비자문제 해결 장관으로 임명되었으며 2000년 UMNO의 부대표가 되었다. 압둘라 아마드 바다위(Abdullah Ahmad Badawi)총리 하에서 농업장관(2004-2008)과 국제무역산업장관(2008-2009)을 역임하였다.
2009년 압둘라총리가 사퇴하자 나집이 뒤를 이었으며, 나집의 집권 이후 부총리 겸 교육부 장관으로 임명되었다. 교육부 장관으로써, 그동안 영어로 수업하던 수학과 과학의 영어수업을 폐지하였다. 그는 또한 "Malaysian first"를 "Malay first"로 말하여 화제가 되기도 했다.
2015년 7월 29일 나집 총리의 부패 의혹에 대한 의문을 제기한 것을 계기로 경질되었다.
2023년 3월에 부정부패 혐의로 기소됐다.

## 역대 선거 결과
| 선거명      | 직책명                      | 대수 | 정당                    | 득표율   | 득표수   | 결과 | 당락               |
| ----------- | --------------------------- | ---- | ----------------------- | -------- | -------- | ---- | ------------------ |
| 1978년 선거 | 하원의원 (파고 제104선거구) | 5대  | 통일말레이국민조직      | 89.52%   | 17,679표 | 1위  | 파고 하원의원 당선 |
| 1982년 선거 | 하원의원 (파고 제104선거구) | 6대  | 통일말레이국민조직      | 83.05%   | 19,035표 | 1위  | 파고 하원의원 당선 |
| 1986년 선거 | 주의원 (조호르 제5선거구)   | 7대  | 통일말레이국민조직      | 단독후보 | 무투표   | 1위  | 조호르 주의원 당선 |
| 1990년 선거 | 주의원 (조호르 제5선거구)   | 8대  | 통일말레이국민조직      | 80.52%   | 9,260표  | 1위  | 조호르 주의원 당선 |
| 1995년 선거 | 하원의원 (파고 제127선거구) | 9대  | 통일말레이국민조직      | 83.70%   | 21,856표 | 1위  | 파고 하원의원 당선 |
| 1999년 선거 | 하원의원 (파고 제127선거구) | 10대 | 통일말레이국민조직      | 73.35%   | 20,132표 | 1위  | 파고 하원의원 당선 |
| 2004년 선거 | 하원의원 (파고 제143선거구) | 11대 | 통일말레이국민조직      | 82.64%   | 23,679표 | 1위  | 파고 하원의원 당선 |
| 2008년 선거 | 하원의원 (파고 제143선거구) | 12대 | 통일말레이국민조직      | 71.22%   | 21,028표 | 1위  | 파고 하원의원 당선 |
| 2013년 선거 | 하원의원 (파고 제143선거구) | 13대 | 통일말레이국민조직      | 66.01%   | 26,274표 | 1위  | 파고 하원의원 당선 |
| 2018년 선거 | 주의원 (조호르 제9선거구)   | 14대 | 통일말레이국민조직      | 53.33%   | 10,280표 | 1위  | 조호르 주의원 당선 |
| 2018년 선거 | 하원의원 (페칸 제143선거구) | 14대 | 말레이시아 원주민연합당 | 55.21%   | 23,558표 | 1위  | 파고 하원의원 당선 |
| 2022년 선거 | 하원의원 (페칸 제143선거구) | 15대 | 말레이시아 원주민연합당 | 45.94%   | 24,986표 | 1위  | 파고 하원의원 당선 |

## 같이 보기
- 말레이시아 원주민연합당